# Liste der Baudenkmale in Patzig
In der Liste der Baudenkmale in Patzig sind alle Baudenkmale der Gemeinde Patzig (Landkreis Vorpommern-Rügen) und ihrer Ortsteile aufgelistet. Grundlage ist die Veröffentlichung der Denkmalliste des Landkreises Vorpommern-Rügen, Auszug aus der Kreisdenkmalliste vom August 2015.

## Patzig
| ID  | Lage                  | Bezeichnung | Beschreibung | Bild   |
| --- | --------------------- | ----------- | --- | ------ |
| 483 | Bergstraße 19 (Karte) | Kirche      | Gotische Saalkirche der Backsteingotik, Chor von 1466, kurz danach das Kirchenschiff mit Kreuzrippengewölbe, 4-gesch. Turm von um 1500 mit Zeltdach, Taufstein von um 1250, Einrichtung vom 18. Jh., Orgel von 1846. | Kirche |
| 874 | Dorfstraße 3 (Karte)  | Motormühle  | |        |
| 482 | Hofstraße 14 (Karte)  | Gutshaus    | Gutshaus: 2-gesch., 11-achs., unsanierter Putzbau von 1867 mit Mittelrisalit und Sockelgeschoss, erbaut von Ludwig Rassow.                                                                                           |        |

## Quelle
- Denkmalliste Landkreis Rügen